# Carl Dimpker

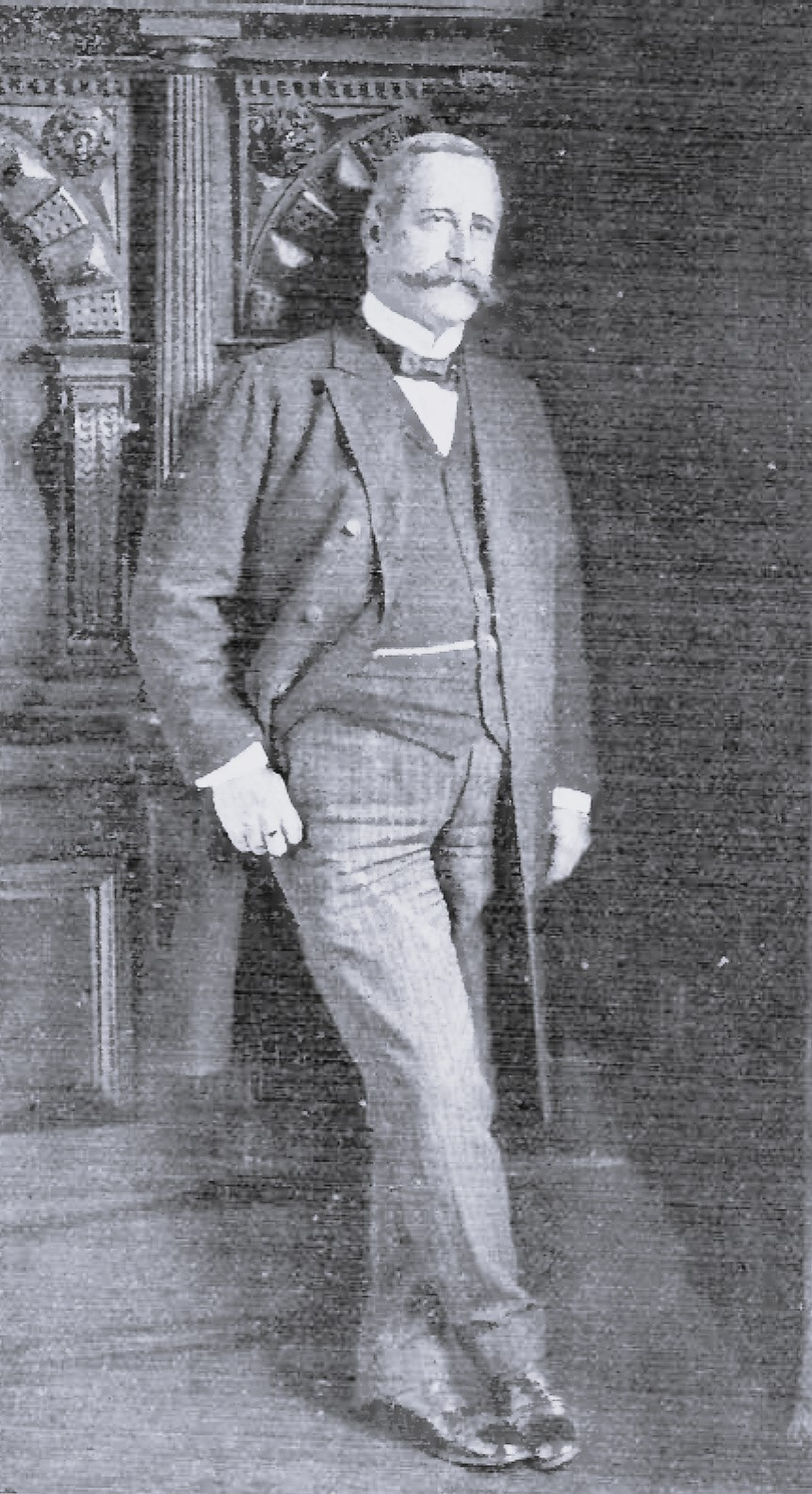
Carl Dimpker nach der Wahl zum Wortführer der Bürgerschaft (1909)

Carl Friedrich Robert Dimpker (* 20. November 1856 in Lübeck; † 12. Oktober 1923 ebenda) war ein deutscher Kaufmann und Politiker.

## Leben

### Herkunft
Carl war ein Sohn des Kaufmanns Heinrich Friedrich Constant Dimpker († 23. Juli 1899), Inhaber einer Viktualienhandlung mit Commissions- und Speditionsgeschäft in Fünfhausen 12 und Wohnung im Tischler Gang.

### Laufbahn
Nachdem Dimpker die v. Großheim’sche Realschule besucht hatte, trat er als Lehrling bei dem Lübecker Finnland-Handelsunternehmen Buck & Willmann ein. Im Anschluss daran leistete er beim Kaiser Alexander Garde-Grenadier-Regiment Nr. 1 in Berlin als Einjährig-Freiwilliger seinen Militärdienst ab.
Danach war Dimpker in Großhandelsunternehmen in Hamburg und Helsingfors (Helsinki) tätig. Als er erkannt hatte, dass der Handel mit Finnland für deutsche Kaufleute ein enormes Potential zur Expansion bot, eröffnete er dort 1879 ein eigenes Handelsunternehmen unter der Firma Carl Dimpker. Wie sein Vater betrieb er Kommission und Spedition. Darüber hinaus war er später im Im- und Export sowie dem Handel mit landwirtschaftlichen Maschinen tätig.

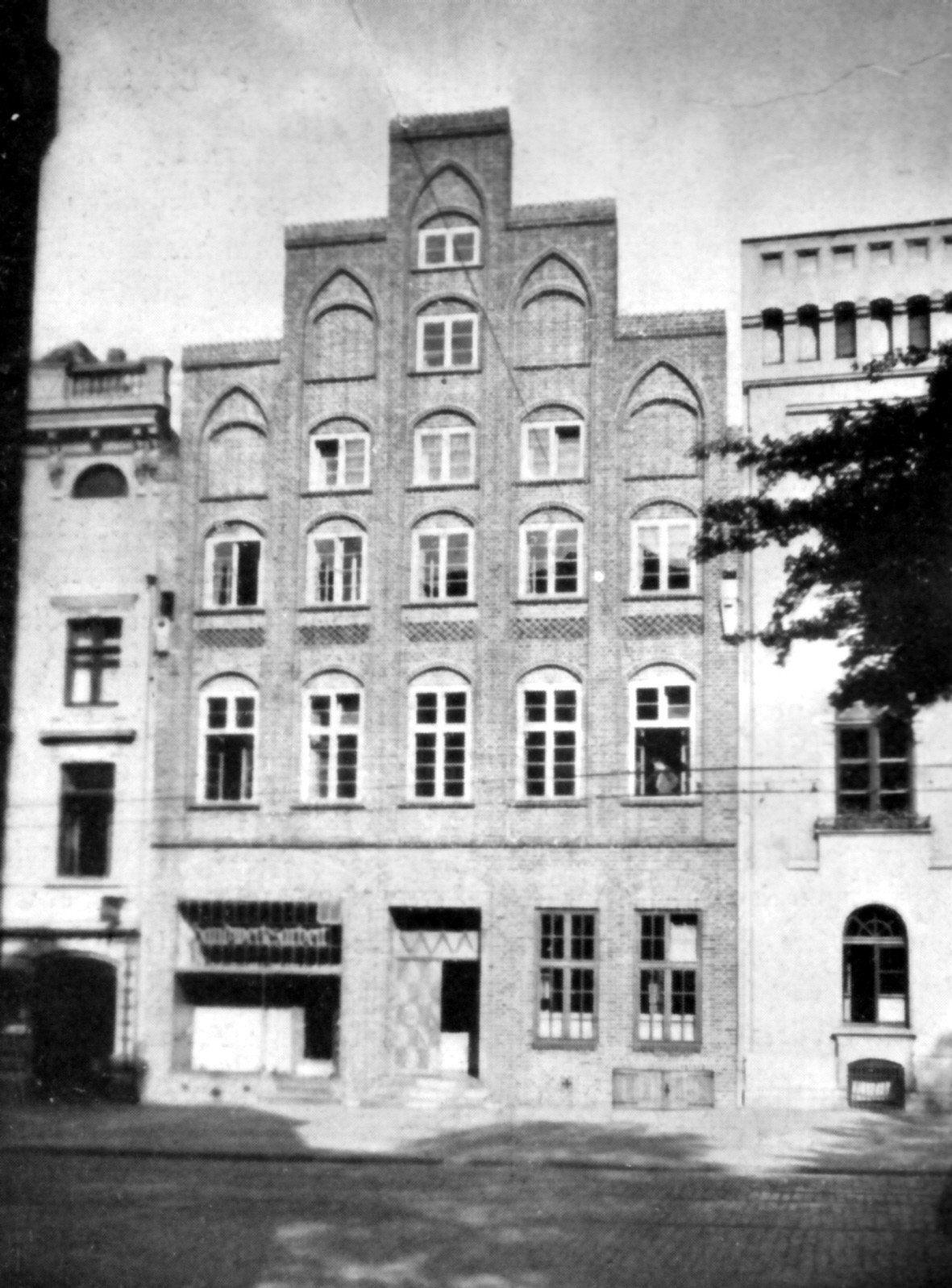
Breite Straße 12

Zehn Jahre später kehrte Dimpker nach Deutschland zurück und etablierte zusammen mit seinem Freund Joh. Christian Sommer, ebenfalls ein Lübecker, das Finnland-Handelsunternehmen Dimpker & Sommer. Im Todesjahr seines Vaters wurde das Handelsunternehmen – unter Beibehaltung des Hamburger Hauses als Zweiggeschäft – nach Lübeck in das große Stiehl’sche Haus (Breite Straße 12) verlegt. Bald dehnten sich hier die Geschäftsverbindungen aus, und man erkannte in weiten Kreisen Lübecks die Führungsqualitäten Dimpkers.
Als Freimaurer gehörte Dimpker der Loge „Zum Füllhorn“ an. Mehrmals berief sie ihn zu ihrem vorsitzenden Meister. Als solcher war er sechs Jahre lang mit der Leitung der Geschäfte betraut.
Außerhalb Lübecks war Dimpker Vorstandsmitglied des Deutschen Industrie- und Handelstages, des Königlichen Instituts für Seeverkehr und Weltwirtschaft an der Christian-Albrechts-Universität zu Kiel, des Kolonialwirtschaftlichen Komitees, des Hansabunds für Gewerbe, Handel und Industrie in Berlin und des Deutschen Nautischen Vereins in Hamburg.
An der Spitze des Nautischen Vereins leitete er noch am 11. Oktober 1923 den Deutschen Seefahrtstag. Nach vierjährigem Wirken in der Präsidialstelle veranlasste er zwar die Wahl eines Nachfolgers, wurde aber entgegen seines ausgesprochenen Wunschs wieder in den Vorstand gewählt. Beim anschließenden Beisammensein im Woermannhaus war er auch anwesend.

#### Lubeca
Die Tabakindustrie hatte sich schon vor der Industrialisierung in der Stadt angesiedelt, weil sie in Anlehnung an den Handel die Standortvorteile der Seehafenwirtschaft für sich nutzte oder für den gehobenen Bedarf wohlhabender Konsumenten produzierte. Die Zukunft des Tabakhandels erschien also vielversprechend. Das Handelshaus Dimpker & Sommer wurde somit Anfang 1903 um den Zweig „Lubeca“ erweitert. Die erste Zigarettenfabrik der Stadt erhielt jedoch kein neues, großzügiges Fabrikgebäude, sondern wurde in leerstehenden Hinterhausräumen des Hauses sowie einem Anbau an der Breiten Straße eingerichtet. Kaum ein Jahr später führte Dimpker die die Lübeckische Gewerbegesellschaft durch die Fabrik. Zu diesem Zeitpunkt lieferte sie nicht nur in alle Teile Deutschlands, sondern exportierte bereits.
In dem um einen Anbau erweiterten langgestreckten Flügel, in dessen älteren Teilen einst die Repräsentations- und Wohnräume der Kaufmannsfamilie lagen, befand sich die Fabrik. Im Erdgeschoss waren der Raum zum Sortieren, was in saubere weiße Mäntel gehüllte Mädchen oder junge Frauen machten, und Anfeuchten der Blätter des türkischen Tabaks sowie die Tabakschneidemaschinen. Im Saal mit den Schneidemaschinen war auch das Lager, unterteilt in die Sorten der geschnittenen Tabake. Über eine steinerne Wendeltreppe gelangte man zu den an der Fischergrube gelegenen Lagerböden. Auf drei verschiedenen Geschossen lagerte der Tabak – der unverzollte Tabak unter Zollverschluss.
Hinten führte ein Weg in den Saal, in dem die Zigarettenmaschine Calberla BB aufgestellt war. Diese konnte in einer Stunde bis zu 23.000 Zigaretten herstellen. Sie wurde elektrisch durch einen im Untergeschoss befindlichen großen Motor angetrieben.
Von diesem Raum gelangte man über eine Wendeltreppe in den „Packraum“. An langen Tischen legten hier ebenfalls in weiß gekleidete Frauen die Zigaretten in Packungen zusammen. Diese Packungen wurden zu Paketen zusammengefügt und in das Lager gebracht, wo sie getrocknet wurden.
Im Lager und Versandraum lag die fertige Ware in großen Mengen. Die Packungen trugen Namen wie „Wullenwever“, „Pleskow“, „Attendorn“, „Warendorp“, „Brömbse“ oder „Roeck“. Das Signet der Zigarettenfabrik, eine feurige spanische Schleiertänzerin, zierte jedes Päckchen.

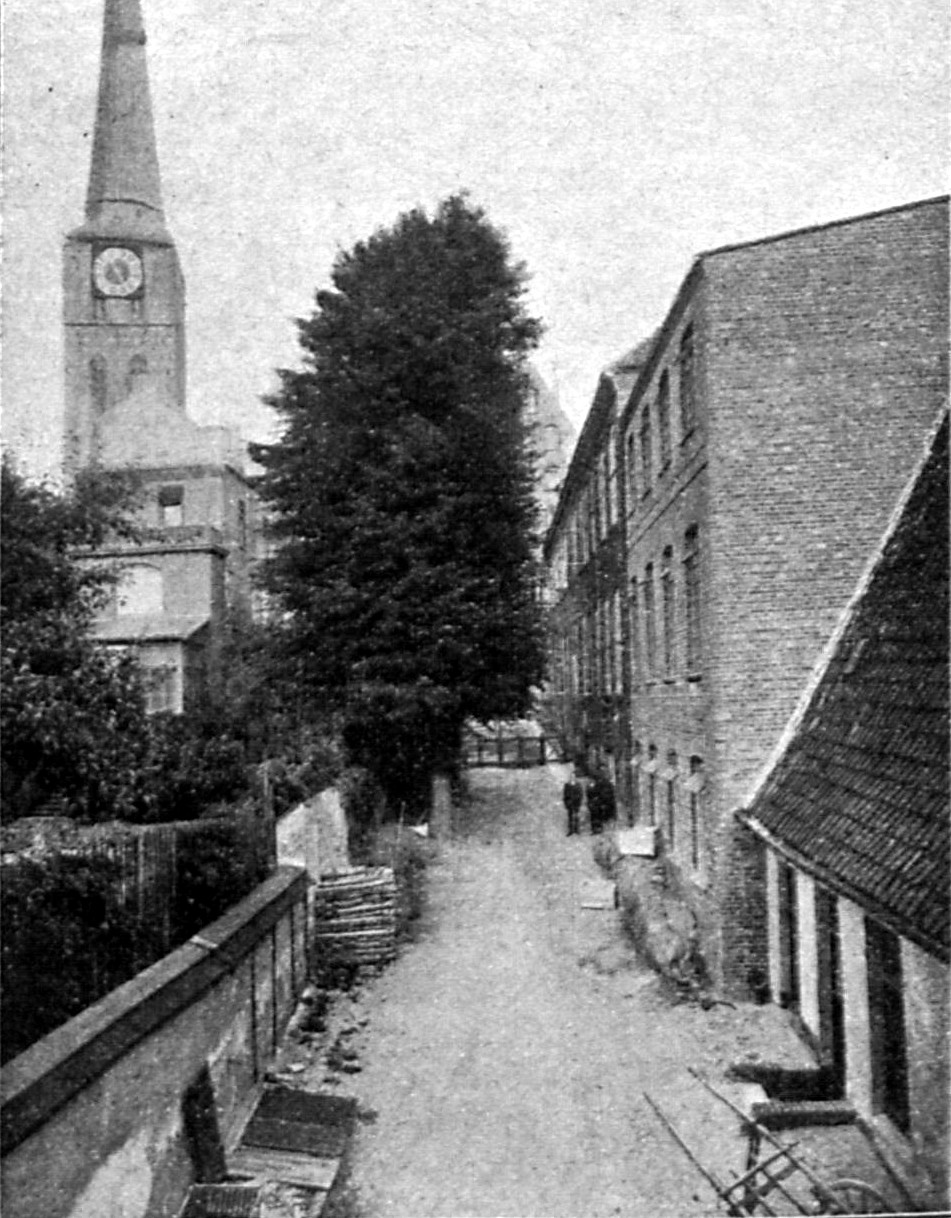
Innenhof
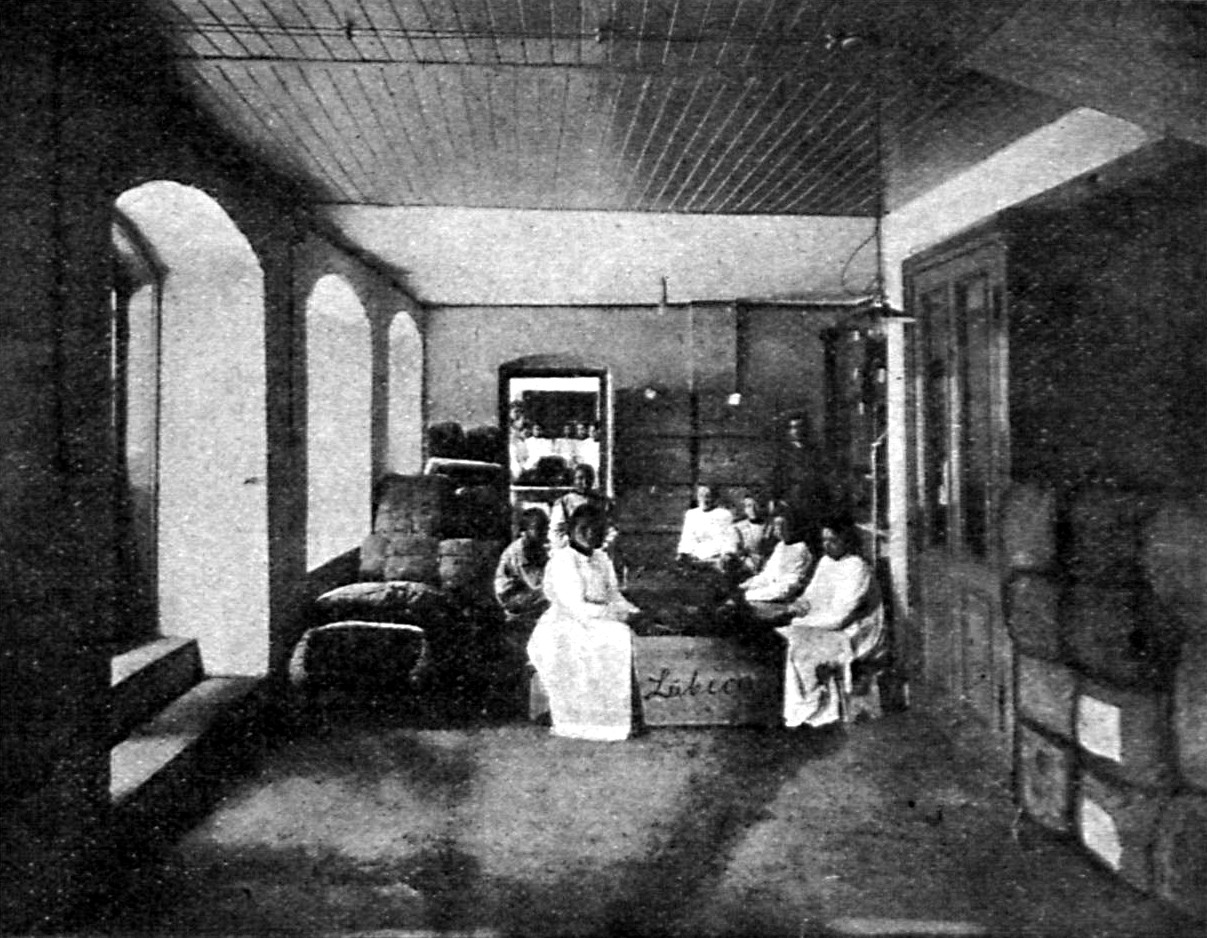
Lager und Sortierraum
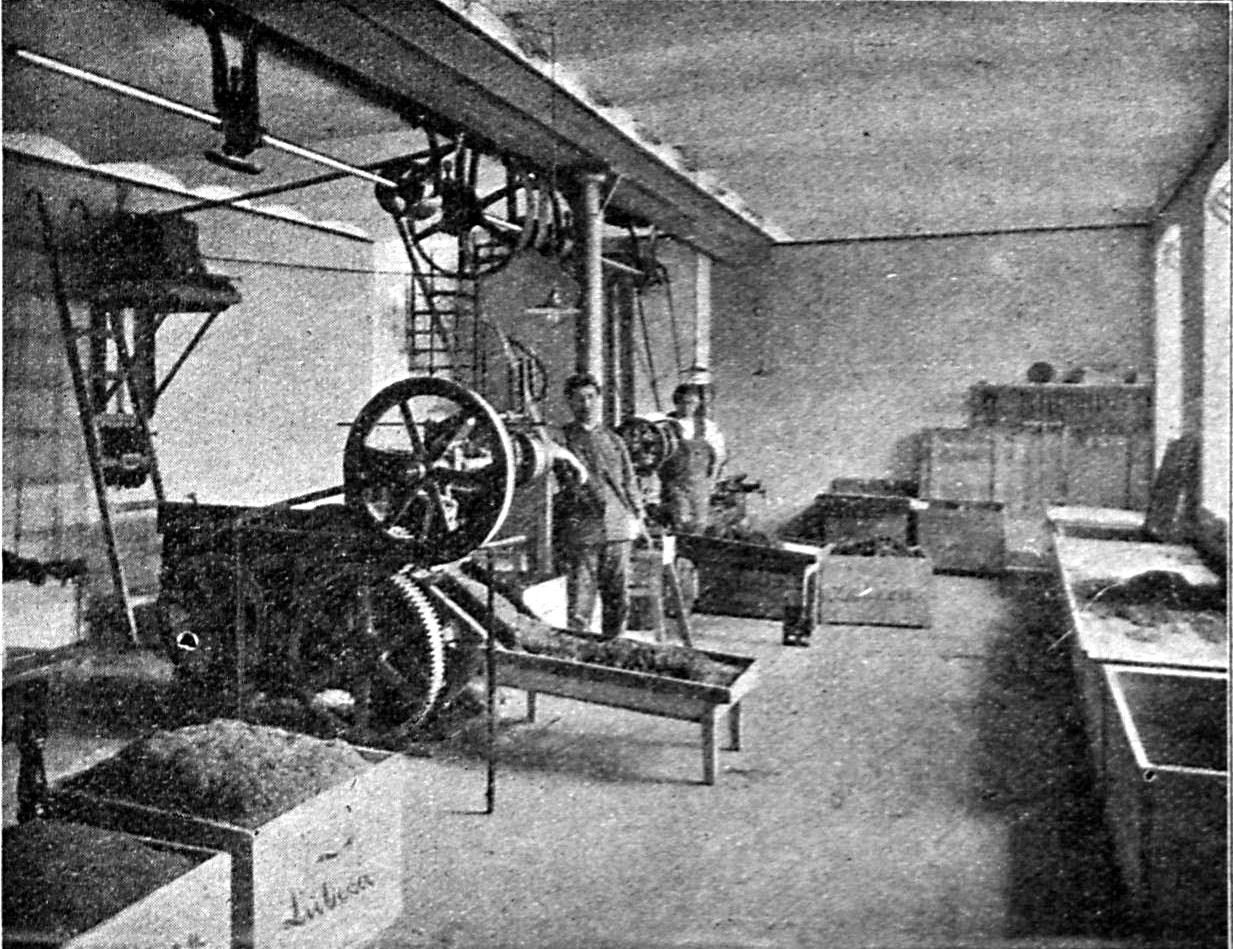
Tabakschneidemaschinen
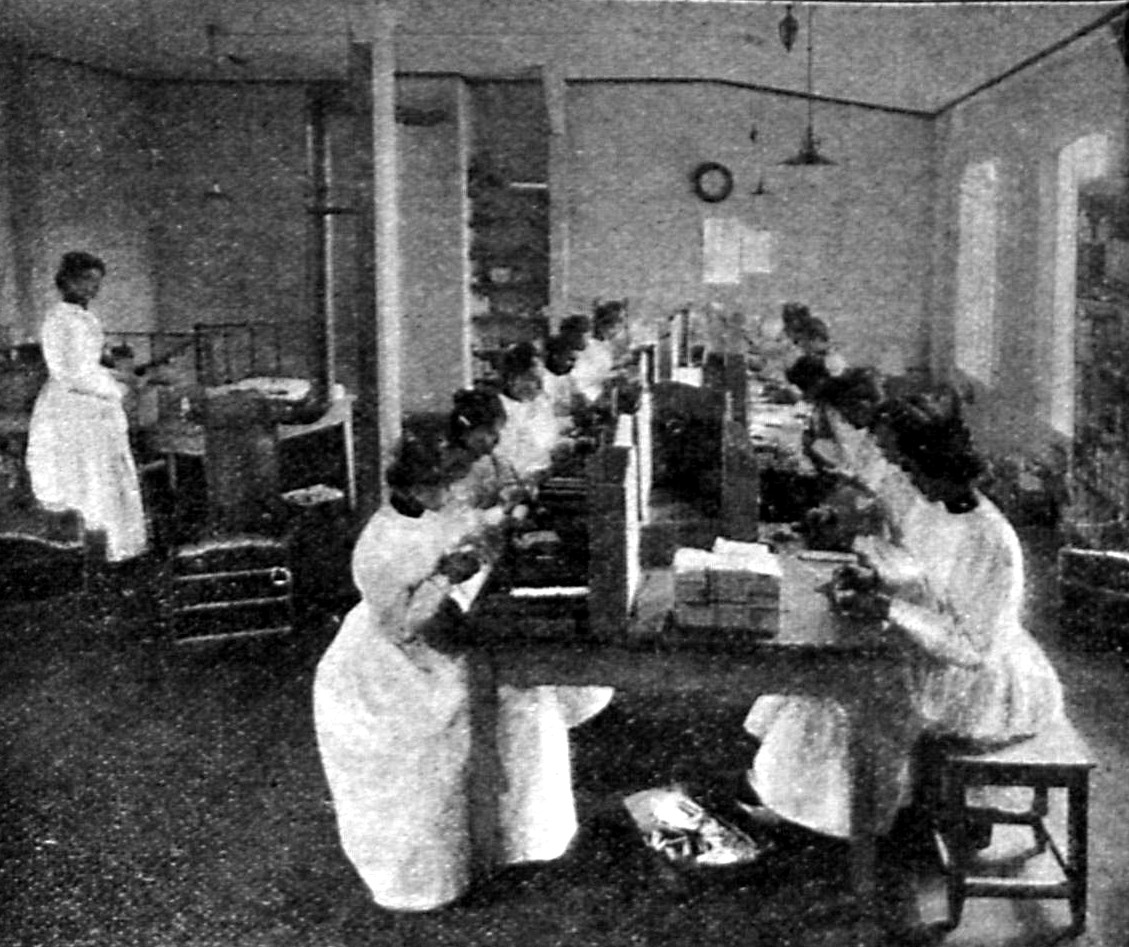
Arbeitssaal mit Calberla
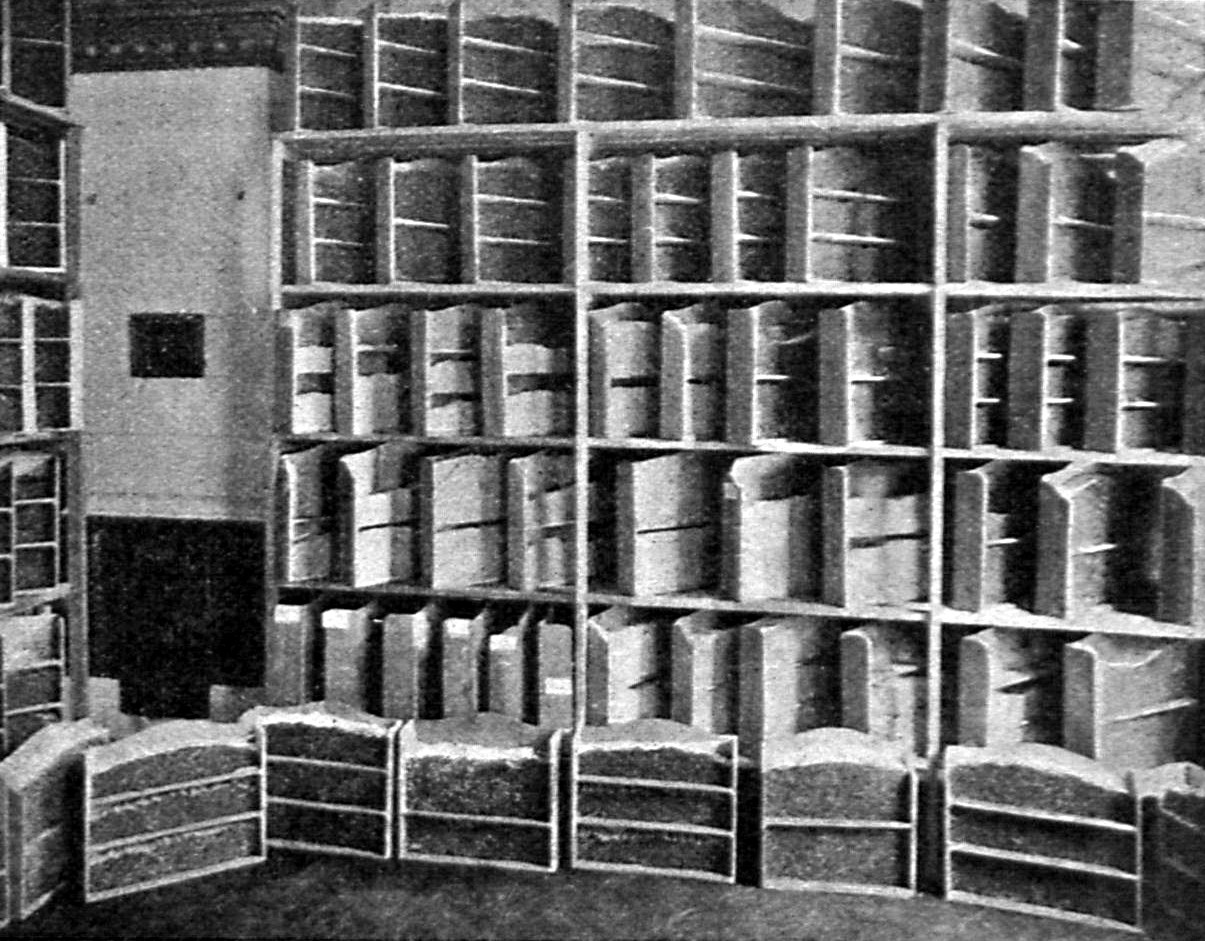
Trockenraum

Doch die Zigarettenmaschine Calberla BB arbeitete nicht gleichmäßig genug. Fehlerhafte Ware musste aussortiert und in der Enthülsungsmaschine wieder aufbereitet werden. Die Produktionsverfahren basierten eher auf handwerklichen Kenntnissen als auf moderner technischer Maschinenarbeit und hatte keinen dauerhaften Erfolg in Lübeck.
Die meisten traditionsreichen Lübeckischen Fabrikationszweige wurden bis zum Ersten Weltkrieg nach und nach bedeutungslos, da ihnen die Kraft zur Fortentwicklung fehlte. Trotz der anfänglich beachtlichen Erfolge verlangte die Zigarettenproduktion mehr als die nebengewerbliche Nutzung eines Kaufmannshauses. Die Lubeca wurde schon nach wenigen Jahren wieder geschlossen.

#### Kaufmannschaft
Bereits 1893 wurde Dimpker zum Mitglied der Kaufmannschaft zu Lübeck gewählt. Auf der Versammlung der den Vorstand der Kaufmannschaft bildenden Handelskammer am 19. Juni 1894 wurden für die Wahl der Nachfolger der drei ausscheidenden Mitglieder mögliche Kandidaten aufgestellt. Er wurde mit anderen als Ersatz für Hermann Wilhelm Fehling aufgestellt. Als er am 2. Juni 1896 mit anderen als Ersatz für den ordnungsgemäß abgegangenen H. A. Rose zur Wahl als Mitglied der Handelskammer aufgestellt wurde, wählte man ihn am 17. Juni 1896.
Auf ihrer Versammlung am 30. Dezember 1902 wurde zur Förderung der Reform des Güteschreibwesens beschlossen eine Kommission einzusetzen. Sie sollte aus sechs Mitgliedern, je drei von der Handelskammer und drei von der Kaufmannschaft bestehen. Dimpker war als einer der drei Herren der Handelskammer gewählt worden.
Die Handelskammer schlug für die neuen Bauten am Kai die Gründung einer gemeinsamen Kommission von Kaufmannschaft und Handelskammer vor. Sie sollte zu gleichen Teilen aus Mitgliedern der Kammer und der Kaufmannschaft besetzt sein. Auf der Versammlung der Kaufmannschaft am 23. Juni 1904 wurde der Vorschlag angenommen und unter anderen Mitgliedern August Pape, James Bertling jr., Carl Samuel Wilhelm Lüth, Konsul John Suckau, Bankdirektor Ernst Stiller und Dimpker in die Kommission gewählt.
In seiner ersten Sitzung der Handelskammer im Jahr 1907 wurde Dimpker zum ersten Stellvertreter des Präses erwählt. An Stelle des verstorbenen Präses der Kammer, Hermann Wilhelm Fehling, wählte die Versammlung der Kaufmannschaft auf ihrer Versammlung am 3. Januar mit 122 von 141 Stimmen Dimpker. Im Zusammenhang mit dieser Arbeit stand seine Tätigkeit im Bezirksbahnrat der königlich preußischen Eisenbahndirektion Altona und dem Aufsichtsrat und Ausschuss der Lübeckischen Eisenbahn-Direktionen, sowie in verschiedenen Aktiengesellschaften auf gewerblichen, kaufmännischen, industriellen und banktechnischem Gebiet. 
An Stelle des turnusmäßig zum Jahresende aus seinem Amt als Präses der Handelskammer ausscheidenden Amtsinhaber wurde am 12. Dezember 1910 Hermann Eschenburg zu dessen Nachfolger gewählt. Auf der Versammlung am 3. Januar 1911 wählte die Handelskammer Dimpker zu ihrem ersten stellvertretenden Präses.
In seiner Eigenschaft als Präses fuhr Dimpker 1912 mit dem Schnelldampfer Kaiserin Auguste Viktoria, dem bei seiner Indienststellung größten Schiff der Welt, in die Vereinigten Staaten von Amerika, um dort in Boston am Fifth International Congress of Chambers of Commerce teilzunehmen.

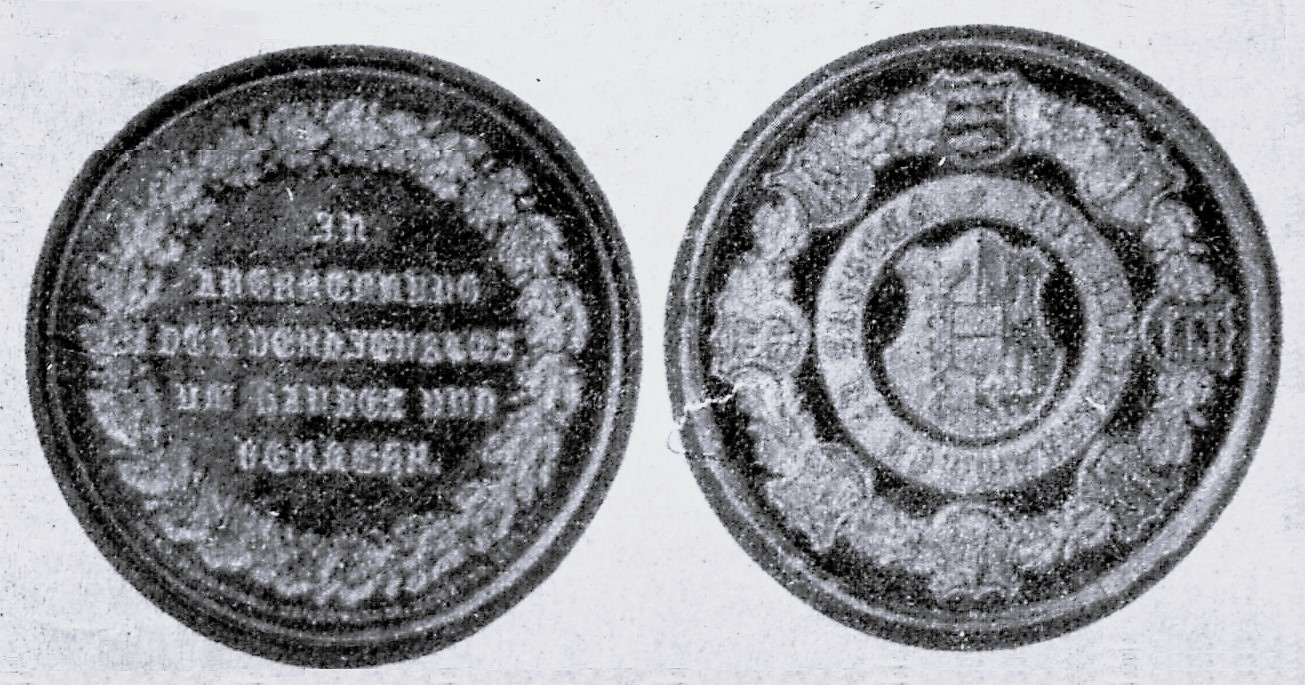
Ehrendenkmünze der Handelskammer zu Lübeck

Am 13. Dezember 1912 wurde Dimpker von der Handelskammer für die Jahre 1913 und 1914 abermals zu ihrem Präses gewählt. Als er 1919 zum dritten Mal aus dem Amt des Präses schied, verlieh ihm die Handelskammer „zur Anerkennung des Verdienstes um Handel und Verkehr“ ihre goldene Ehrendenkmünze in Eisen.
Auf Grund des die Ausführung des Gerichtsverfassungsgesetzes betreffenden § 29 der Verordnung vom 3. Februar 1879 ernannte der Senat unter anderen Dimpker zum Handelsrichter bei der Kammer für Handelssachen am Landgericht Lübeck für die Geschäftsjahre 1898, 1899 und 1900. Im Dezember 1900 wurden er und die Kaufleute Johannes Boye jun., Paul Nicol. Hinckeldeyn, Richard Piehl, Friedrich Carl Sauermann und Ad. Georg Paul Scheteling vom Senat zu Handelsrichtern für die Geschäftsjahre 1901, 1902 und 1903 ernannt.

#### Politik

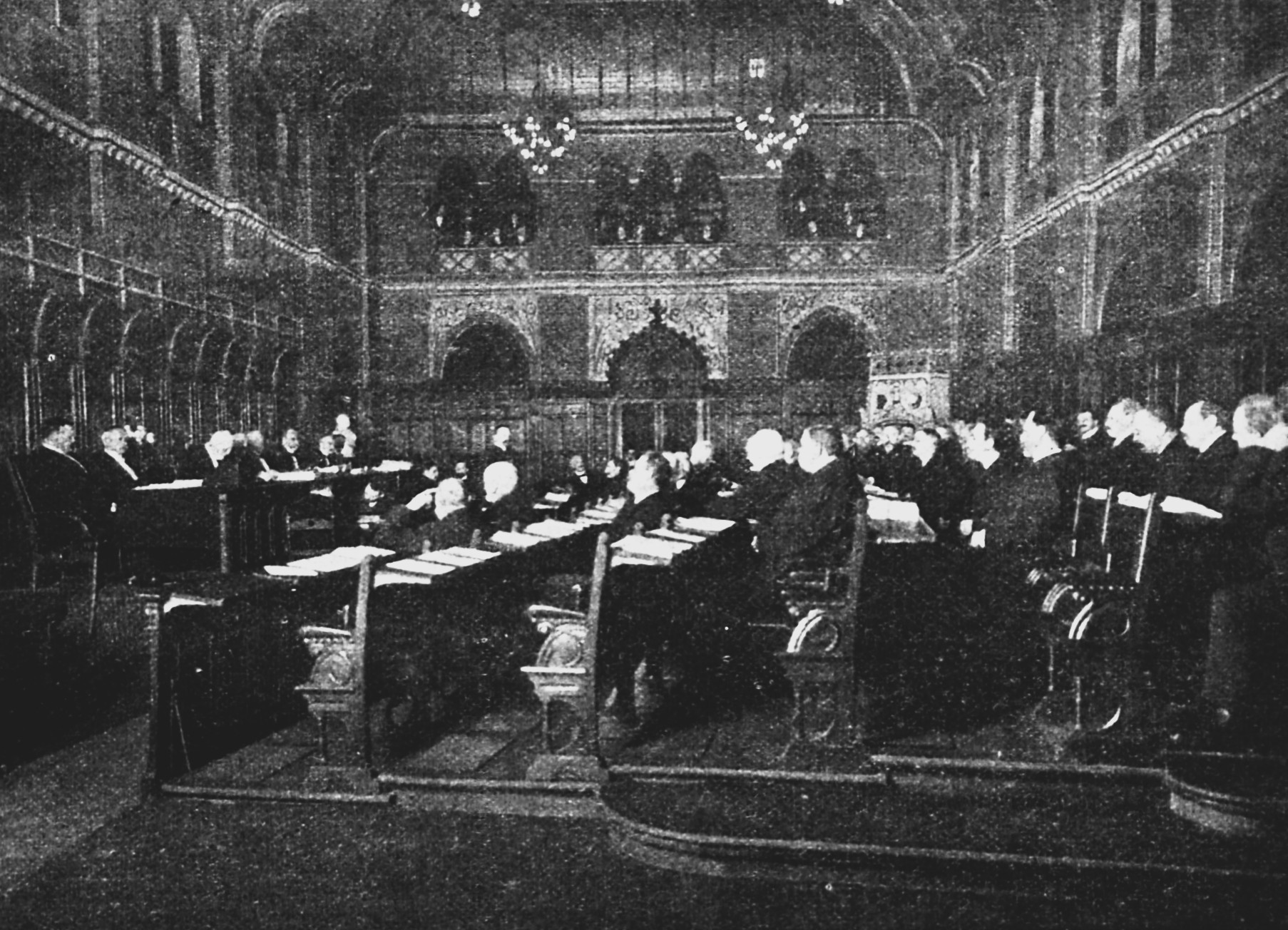
Bei den Sitzungen saßen auf den erhöhten Sitzen die Kommissare des Senats und die Wortführer

Bei der Ergänzungswahl im IV. Wahlbezirk (Johannis Quartier und der Vorstadt St. Jürgen) am 27. Juni 1899 wurde Dimpker mit 588 Stimmen als einer der Kandidaten des Vaterstädtischen Vereins in die Bürgerschaft gewählt. Auf Grund des neuen, am 9. August 1905 beschlossenen Wahlgesetzes mit der entsprechenden Verfassungsänderung wurde am 14. November auf dem Land und am 17. in der Stadt die Erneuerung von einem Drittel der Bürgerschaft, bei der 40 Mitglieder neu zu wählen waren, vollzogen. Um die Zahl der Bürgerschaftsmitglieder nach dem Ausscheiden der seit 1899 Gewählten auf 80 zu erhalten, war die Auslosung von fünf Mitgliedern erforderlich. Bei den nun vollzogenen Neuwahlen wurde Dimpker wiedergewählt. Ab 1909 war er bis zu seiner Berufung in den Senat in regelmäßiger Folge Wortführer dieser Gesetzgebenden Körperschaft und des Bürgerausschusses. 
Der Senat wählte am 20. Januar 1900 Dimpker an Stelle des ausscheidenden Heinrich Ludwig Behnke jun. als Bürgerlichen Deputierten bei der Steuerschätzungskommission für die Vorstadt St. Jürgen. Der Bürgerausschuss erwählte am 8. Januar 1902 Dimpker zum Bürgerlichen Deputierten bei der Kanalbehörde für den als Nachfolger des in den Ruhestand getretenen Heinrich Theodor Behn in den Senat gewählten Emil Possehl. Am 15. Dezember 1902 wählte der Senat bei der Baudeputation (in Ausführung des Rats- und Bürgerbeschlusses vom 28. Mai 1900 / 29. Oktober 1901) Hinckeldeyn und Dimker als Bürgerliche Deputierte. An Stelle des verstorbenen Fehlings erwählte der Senat Dimpker zum Bürgerlichen Deputierten bei dem Finanzdepartement.
Der Bürgerausschuss wählte Dimpker am 6. Dezember 1916 zu seinem Wortführer. Dasselbe geschah nochmals am 12. März 1919.
Nach dem Tod Boyes, bisheriger Vorsteher des Heiligen-Geist-Hospitals, wählte der Senat Dimpker an dessen Stelle.
In den Jahren 1917 und 1918 gehörte Dimpker zu den Beratern des Auswärtigen Amts in Bezug auf die deutsche Finnland-Politik. Mit Rudolf Eucken gehörte er zu den Mitbegründern der Deutsch-Finnländischen Vereinigung.

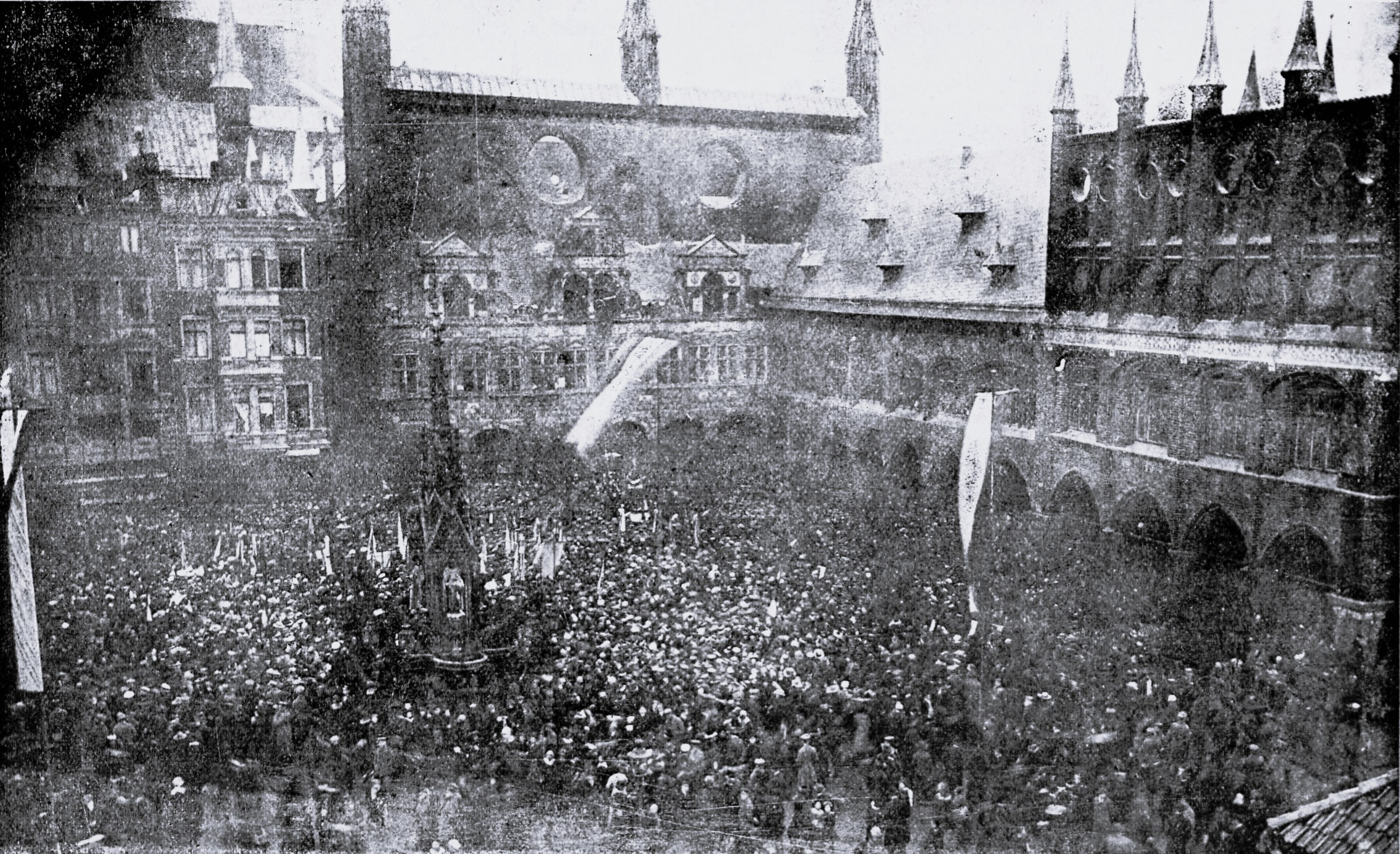
30. November 1918

Das Regiment Lübeck kam am Vormittag des 26. November 1918, vom Wachdienst während der Übergangszeit um das elsaß-lothringische Straßburg herum heimkehrend, auf dem Hauptbahnhof an. Auf der offiziellen Feier am 30. November auf dem Markt begrüßten neben Bürgermeister Emil Ferdinand Fehling als Vertreter des Senats auch Dimpker als Wortführer der Bürgerschaft, Retyfeldt als Mitglied des Soldatenrats und der Redakteur Johannes Stelling als Vertreter des Arbeiterrats das heimgekehrte Regiment. Von diesem waren jedoch nur noch Reste anwesend, so hatten die Offiziere das Regiment bereits verlassen. Da der Regimentskommandeur, Oberstleutnant Ludwig Hauß, erkrankt war, dankte der Kommandeur des ebenfalls in Lübeck ansässigen Kommandos von der 81. Infanterie-Brigade, Oberst Hans von Werder, ihnen im Namen des Regiments.
Unter dem Vorsitz des stellvertretenden Wortführers Eschenburg wählte die Bürgerschaft nach dem republikanischen Umschwung auf Grund der neuen Verfassung am 31. März 1919 fünf neue Senatoren. Eine zum Zweck der Überreichung von Vorschlägen gebildete, 16 Mitglieder umfassende Kommission hatte sich darauf geeinigt, Paul Hoff (sozialistisch) für den ausscheidenden Johann Hermann Eschenburg, Albert Henze (sozialistisch) für den bereits ausgeschiedenen Johann Georg Eschenburg, Dimpker (demokratisch) für den bereits ausgeschiedenen Eduard Rabe, Paul Löwigt für den verstorbenen Possehl und Fritz Mehrlein (sozialistisch) für den ausscheidenden Eduard Friedrich Ewers vorzuschlagen. In der darauffolgenden von der Bürgerschaft vorgenommenen Wahl wurden sie mit 74, 74, 75, 74 und 72 Stimmen zu Senatoren gewählt.
Als Senator soll Dimpker, wie es in seinen Nachrufen hieß, in dem starken Parteigewoge jener Jahre stets Worte zur Näherbringung und Annäherung des Ausgleichs vorhandener Parteigegensätze gefunden haben.

#### Auszeichnungen
Für besondere Verdienste um die „Sammlung für die China-Krieger“ überreichte am 12. März 1902 Kaiser Wilhelm II. die von ihm gestiftete China-Denkmünze aus Stahl an Dimpker, den Kommerzialrat Georg Theodor Ludwig Pflüg und den Inspekteur des Armenhauses Heinrich Titus Holst. Ferner wurde sie den Damen Frau Senator Wolpmann, Frau Dr. Wichmann und Frau Oberstabsarzt Brenzler verliehen und den Genannten im Namen des kaiserlichen Kommissars und Militärinspekteurs der freiwilligen Krankenpflege, Friedrich zu Solms-Baruth, von dem Landesdelegierten für die Freie und Hansestadt Lübeck, Emil Wolpmann, überreicht.
An Stelle des am 18. November des Vorjahrs verstorbenen Theodor Friedrich Harms wurde im März 1900 Dimpker zum königlich württembergischen Konsul ernannt. Fortan nahm er bis zu seiner Erwählung in den Senat am 11. April 1919 die württembergischen Interessen in der Hansestadt wahr. Aus Anlass seines Geburtstags am 25. Februar verlieh König Wilhelm II. von Württemberg dem württembergischen Konsul in Lübeck das Ritterkreuz I. Klasse des Friedrichs-Ordens.
Die Rote Kreuz-Medaille III. Klasse wurde Dimpker am 29. Januar 1908 als Präses der Lübeckischen Handelskammer verliehen.

#### Gesellschaft zur Beförderung gemeinnütziger Tätigkeit
Am 11. Dezember 1894 wurde Dimpker als Mitglied in die Gesellschaft zur Beförderung gemeinnütziger Tätigkeit aufgenommen. Als Revisoren der Spar- und Anleihe-Kasse wurden am 11. März 1902 an Stelle der ausscheidenden Amktsinhaber Eugen Emil Arthur Kulenkamp und Schreiber Emanuel Fehling und Dimpker gewählt. Der Privatgelehrte Friedrich Bruns musste wegen des Arbeitspensums Ende 1901 seine Stelle in der Redaktion der Lübeckischen Blätter kündigen. Bei seinem Ausscheiden im Herbst 1902 wurden Konsul Dimpker und der Kaufmann Georg Reimpell für seine Nachfolge vorgeschlagen, auf der Versammlung vom 11. November wurde Dimpker gewählt. Die Abteilung Lübeck der Deutschen Kolonialgesellschaft hatte am 20. November 1907 in den Räumen der Gemeinnützigen ihre Hauptversammlung. Zu ihrem Vorstand gehörten unter anderen Admiral Heinrich Kühne als erster Vorsitzender, Generalmajor Paul Stern als zweiter Vorsitzender, Johann Martin Andreas Neumann, Georg Reimpell, Hauptpastor Lindenberg, Heinrich Gaerderz, Christian Reuter, Major Adolf von Tiedemann, Hermann Eschenburg und Dimpker. Zur Prüfung des Antrags der Druckerei Rahtgens auf Erhöhung des Druckkosten der Lübeckischen Blätter wurde eine aus Mitgliedern der Vorsteherschaft und des Redaktionsausschusses bestehende Kommission eingesetzt. Diese sollte zugleich erwägen, in welcher Weise bei den Kosten der Lübeckischen Blätter Einsparungen gemacht werden könnten. Von Seiten des Ausschusses wurde unter anderem Dimpker in die Kommission abgeordnet. Auf der Versammlung am 8. November 1910 wurde Dimpker als neuer Direktor an ihre Spitze gewählt. Dort blieb er drei Jahre und widmete sich unter anderem der Museumsverwaltung der Westerauer Stiftung und der Witwenkasse der Kaufleute.
Dimpker, der vor dem Ersten Weltkrieg zu den zehn reichsten Lübecker Bürgern zählte, brachte während des Kriegs Liebesgaben zu den Lübeckischen Verbänden in Flandern (Belgien), z. B. zum Reserve-Infanterie-Regiment Nr. 215 – einem der sogenannten Kinderregimenter, die aus völlig unerfahrenen jungen Männern bestanden – und zum (3. Hanseatischen) Infanterie-Regiment Nr. 162 „Lübeck“ in Nordfrankreich. Am 29. Juni 1915 sprach er im Haus der Gemeinnützigen über diese Reise.

### Beisetzung

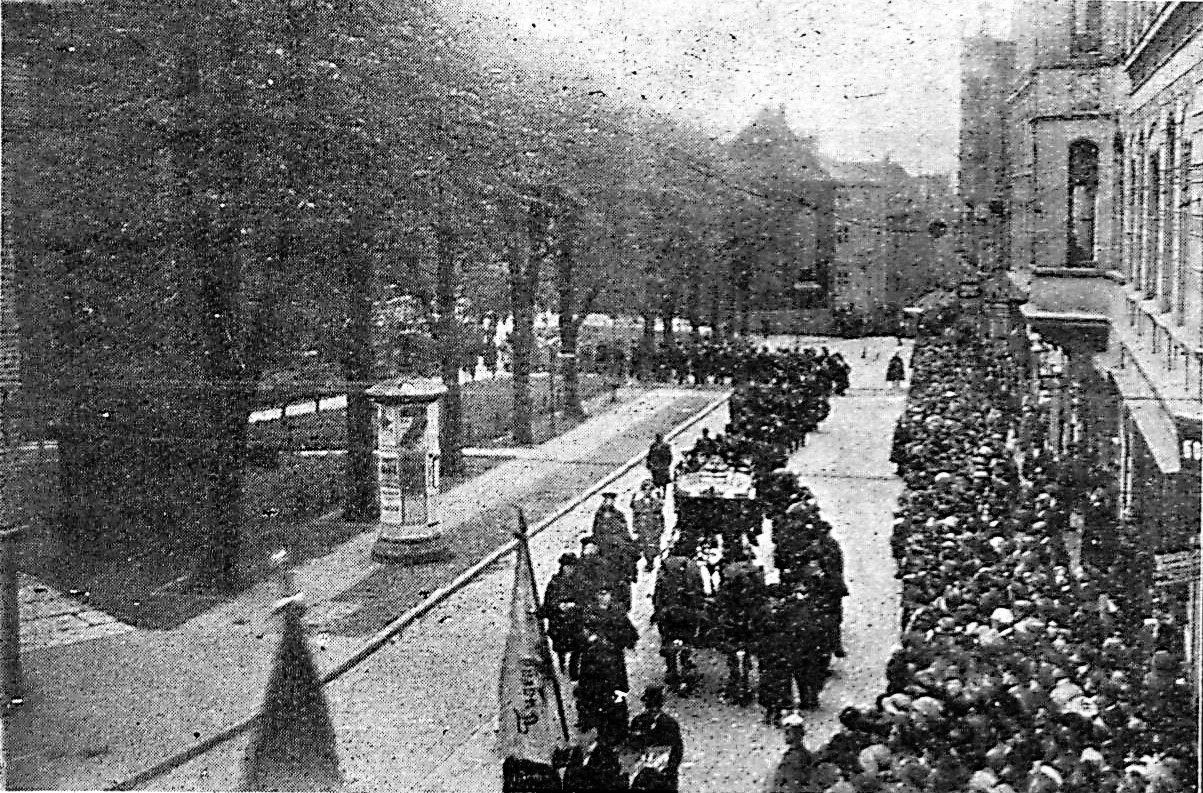
Trauerzug

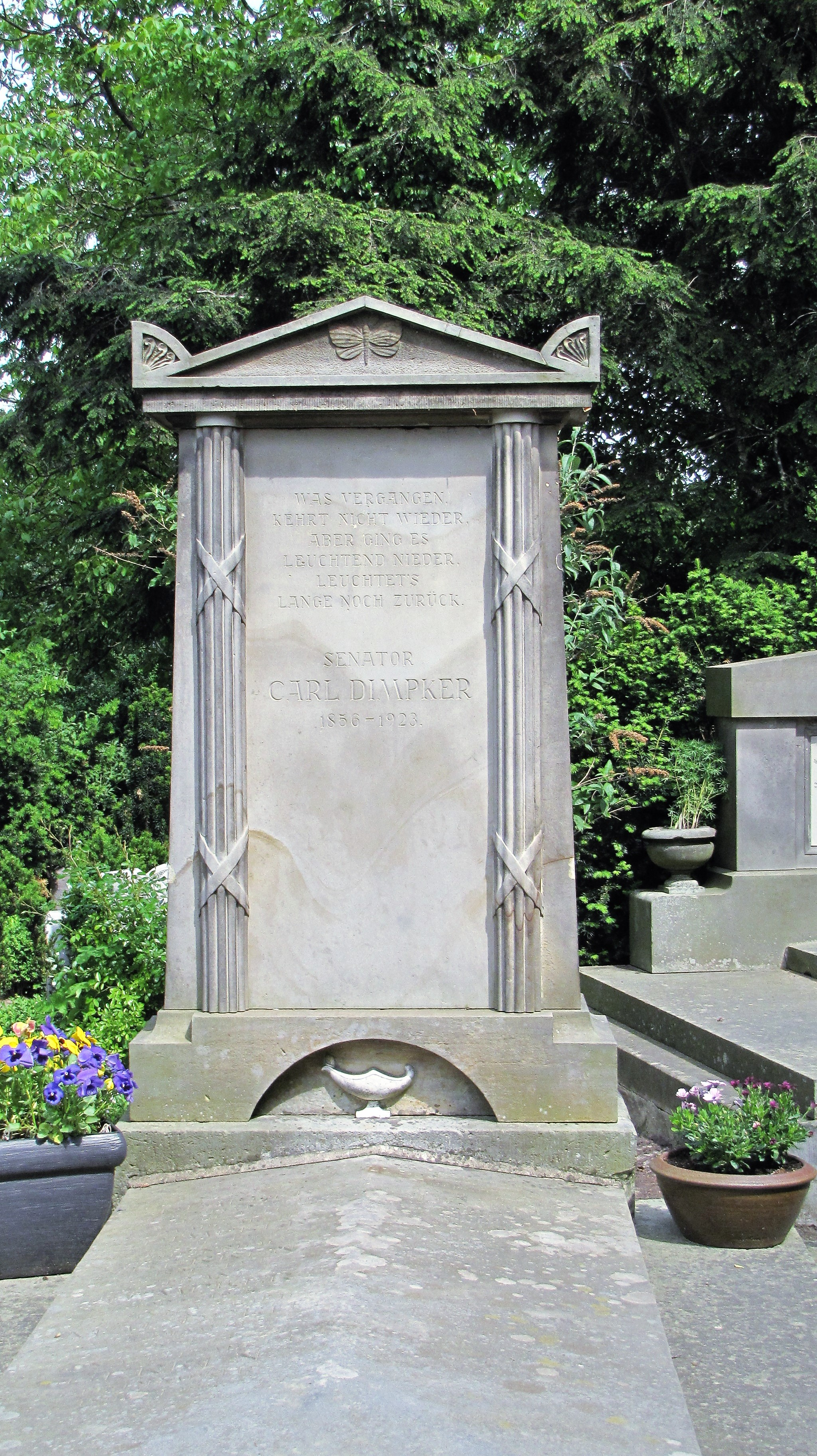
Grab Carl Dimpkers

Am Nachmittag des 12. Oktober 1923 erlag Dimpker plötzlich und unerwartet einem Schlaganfall. Pastor Albert Busch hielt am 16. Oktober in der Marienkirche die einstündige Trauerandacht. Neben Bürgermeister Johann Martin Andreas Neumann saßen der gesamte Senat und die ehemaligen Bürgermeister Johann Hermann Eschenburg und Emil Ferdinand Fehling im Senatsgestühl der Kirche. Aus Berlin war der dortige Gesandte der Hansestadt, Ernst Meyer-Lüerßen, angereist, die Konsuln und Vertreter der auswärtigen Länder (Legationsrat der Handelskammer in Berlin), der Verein Hamburger Reeder (Verband Deutscher Reeder), die Bremer Handelskammer, die Reichswehr sowie blaue und grüne Polizei hatten Hundertschaften entsandt.
Karl Lichtwark, Organist der Kirche, leitete die Veranstaltung ein. Einst war Dimpker in dieser Kirche mit dem Spruch „Sei getreu bis in den Tod, so will ich dir die Krone des Lebens geben“ (Offb 2,10 ) konfirmiert worden, und Busch baute seine Gedächtnisrede darauf auf. Während die Brüder der ebenfalls anwesenden Logen im Anschluss eine Bruderkette um den Sarg bildeten, trug Moritz Hartmann, Opernsänger des Lübecker Theaters, begleitet von Paul Müthel, Organist von der St.-Gertrud-Kirche und Klavierlehrer, eine Litanei von Franz Schubert vor. Emil Corbach trug nach das Largo von Georg Friedrich Händel auf dem Cello vor.
Das Glockenspiel im Dachreiter der Marienkirche beendete den Gottesdienst. Der Trauerzug zog durch die Totentanzkapelle auf die Mengstraße, durch die Breite Straße, Sandstraße und Mühlenstraße zum Mühlentor hinaus.
Dem Trauerzug voran ging die Reichswehr mit Kapelle, gefolgt zuerst von der blauen, dann der grünen Polizei. Den Fahnen der kameradschaftlichen Vereine, bei denen Dimpker Ehrenmitglied war, vor den Orden des Verstorbenen folgte der von zwei Pferden gezogene Leichenwagen. Diesem folgte seine Familie, der Senat, die Handelskammer, die auswärtigen Deputationen und das übrige Trauergefolge.
Auf dem St.-Jürgen-Friedhof wurde Dimpker beigesetzt. Nach einem von Pastor Busch gesprochenem Gebet sprach Gustav Ehlers als Wortführer der Bürgerschaft Abschiedsworte, bevor die Reichswehr mit dem Marschlied Ich hatt’ einen Kameraden den Friedhof verließ.

### Familie
Seit 1887 war Dimpker mit Lina geb. Meyer-Vezin verheiratet, einer Tochter des II. Hannoverschen Senators Rudolf Meyer-Vezin. Das Paar hatte sechs Töchter und zwei Söhne.
Beide Söhne kämpften im Ersten Weltkrieg im (3. Hanseatischen) Infanterie-Regiment Nr. 162 „Lübeck“ und bekamen vom Lübeckischen Senat das Hanseatenkreuz verliehen, Karl Dimpker als Leutnant am 6. November 1915 und August Dimpker als Unteroffizier am 26. Januar 1918.

## Auszeichnungen
- preußischer Roter Adlerorden III. Klasse mit Schleife
- preußischer Kronenorden II. Klasse
- Großkomtur des bayerischen Verdienstordens vom Heiligen Michael
- Offizier des sächsischen Albrechts-Ordens
- Großkreuz des braunschweigischen Ordens Heinrichs des Löwen

## Verweise